# Inhume
Inhume je nizozemská grindcore/brutal death metalová kapela z provincie Limburg založená v roce 1994.
Debutové studiové album Decomposing from Inside vyšlo v roce 2000 u francouzského vydavatelství Bones Brigade Records. K roku 2024 má kapela na svém kontě celkem čtyři dlouhohrající alba plus další nahrávky.

## Logo
Logo kapely sestává z nápisu INHUME vloženého mezi dvě vodorovné čáry, přičemž hřeben písmena M tvoří visící torzo lidského těla.

## Diskografie
Dema
- Demo 1995 (1995)
- Demo 1997 (1997)

Studiová alba
- Decomposing from Inside (2000)
- In for the Kill (2003)
- Chaos Dissection Order (2007)
- Moulding the Deformed (2010)

Kompilační alba
- Exhume: 25 Years of Decomposition (2018)

Split nahrávky
- Suppository / Inhume (1996) – split audiokazeta s nizozemskou kapelou Suppository
- Blood / Inhume (1997) – split 7" vinyl s německou kapelou Blood
- Dutch Assault (2003) – split CD se Suppository, SMES a Last Days of Humanity
- Slimewave Edition Six of Six (2003) – split 7" vinyl se švýcarskou kapelou Mumakil
- Death Napalm (2018) – split CD s Američany The Dr. Orphyus Project